# Perquisizione
La perquisizione è un mezzo di ricerca della prova presente nel diritto processuale penale dei vari ordinamenti giuridici statali.

## Caratteristiche
Si tratta di attività diretta a individuare e  acquisire il corpo del reato o cose pertinenti al reato, ovvero ad eseguire l'arresto dell'imputato o dell'evaso.

Tale attività tende a limitare talune libertà costituzionali (libertà personale, libertà domiciliare...) per cui la legge prevede delle garanzie sostanziali e procedimentali al fine di comprimere il meno possibile tali libertà. Gli organi competenti sono il PM e la polizia giudiziaria.

## In Italia

### Disciplina normativa
È prevista e disciplinata all'art. 247 e seguenti del codice di procedura penale italiano. La perquisizione è attuabile quando vi è un "fondato motivo di trovare oggetto del reato o cose pertinenti al reato".

L'art. 247  prevede che la perquisizione può essere disposta dall'autorità giudiziaria quando ricorre il fondato motivo che taluno occulti sulla persona il corpo del reato o cose pertinenti al reato (in tal caso si ha perquisizione personale, disciplinata dall'art. 249 c.p.p.); ovvero quando ricorre il fondato motivo che tali cose si trovino in un luogo determinato, ovvero quando in tale luogo determinato sia possibile eseguire l'arresto dell'imputato o dell'evaso (perquisizione locale, ex art. 250 c.p.p.).
Si prevede anche che l'atto che dispone la perquisizione sia un decreto motivato (in ossequio al principio posto dall'art. 125 c.p.p. in base al quale è la legge processuale a prevedere "i casi in cui il provvedimento del giudice assume la forma della sentenza, dell'ordinanza, del decreto").
L'art. 248 c.p.p. prevede la possibilità per l'autorità di chiedere la res petita per evitare la perquisizione: in caso di rifiuto si deve procedere oltre.
Epilogo frequente della perquisizione è il sequestro probatorio del corpo del reato e delle cose ad esso pertinenti.
L'art. 352 c.p.p. prevede che la perquisizione venga effettuata ad opera degli ufficiali di polizia giudiziaria (anche agenti, in conformità all'art.113 Att. c.p.p.) in caso di flagranza del reato o nel caso di evasione, quando hanno fondato motivo di ritenere che sulla persona si trovino occultate cose o tracce pertinenti al reato e che ci sia pericolo che tali tracce vengano disperse o cancellate.
Sempre in caso di urgenza, quando il ritardo potrebbe pregiudicarne l'esito, può essere praticata la perquisizione domiciliare.
Ai sensi dell’art. 41 del TULPS (Testo unico delle leggi di pubblica sicurezza), gli ufficiali e gli agenti della polizia giudiziaria, che abbiano notizia, anche se per indizio, della esistenza, in qualsiasi locale pubblico o privato o in qualsiasi abitazione, di armi, munizioni o materie esplodenti, non denunciate o non consegnate o comunque abusivamente detenute, procedono immediatamente a perquisizione e sequestro.
In questi ultimi casi, la P.G. ha l'obbligo di chiedere la convalida al PM entro 48 ore.